# Rachael Blake

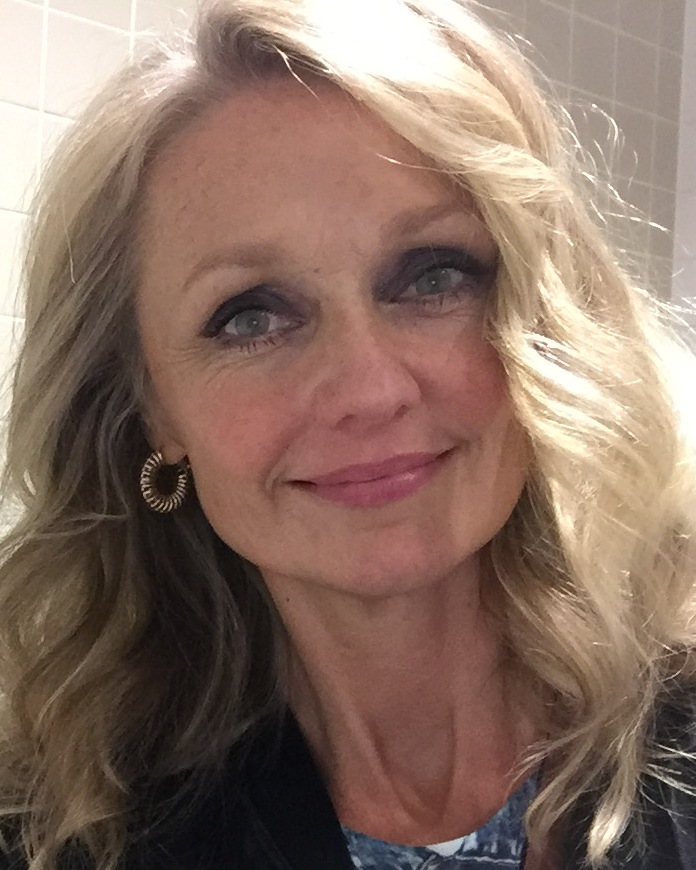
Rachael Blake (2017)

Rachael Blake (* 26. Mai 1971 in Perth, Western Australia) ist eine australische Schauspielerin.

## Leben und Leistungen
Blake studierte Schauspielkunst am National Institute of Dramatic Art in Sydney. Sie debütierte in der australischen Fernsehserie Home and Away, in der sie in den Jahren 1995 bis 1997 spielte. In den Jahren 1997 bis 1999 trat sie in der Fernsehserie Wildside auf, wofür sie im Jahr 1998 den Australian Film Institute Award und im Jahr 1999 den australischen Logie Award erhielt. Im Filmdrama Lantana (2001) spielte sie eine Geliebte des verheirateten Polizisten Leon Zat (Anthony LaPaglia). Für diese Rolle erhielt sie 2001 den Australian Film Institute Award sowie – gemeinsam mit Barbara Hershey und anderen Kolleginnen – den IF Award. Im Jahr 2002 wurde sie für den Film Critics Circle of Australia Award nominiert.
Die Hauptrolle im Thriller Perfect Strangers (2003), in dem zu den Nebendarstellern Sam Neill gehörte, brachte Blake im Jahr 2004 einen Preis des Filmfestivals Fantasporto. Für die Rolle im Filmdrama Tom White (2004) wurde sie 2004 erneut für den Film-Critics-Circle-of-Australia-Award nominiert und gewann den Australian-Film-Institute-Award.
Blake ist seit dem Jahr 2003 mit dem Schauspieler Tony Martin verheiratet, mit dem sie gemeinsam in der Serie Wildside spielte.

## Filmografie (Auswahl)
- 1995–1997: Home and Away (Fernsehserie)
- 1997: P.C. – Ein Genie auf vier Pfoten (Paws)
- 1997–1999: Wildside (Fernsehserie)
- 2000: Die 3 Stooges (The Three Stooges)
- 2001: Lantana
- 2003: Perfect Strangers
- 2004: Tom White
- 2005: Entgleist (Derailed)
- 2006–2007: Suburban Shootout – Die Waffen der Frauen (Suburban Shootout, Fernsehserie)
- 2009: Pinprick
- 2009: The Prisoner – Der Gefangene (The Prisoner, Fernsehsechsteiler)
- 2010: Cherry Tree Lane
- 2011: Sleeping Beauty
- 2014: Melodys Baby (Melody)
- 2015: Der Moment der Wahrheit (Truth)
- 2016: Gods of Egypt
- 2017: Breath
- 2018: The Second
- 2018: Slam